# Registro dei corrispettivi
Il registro dei corrispettivi è un registro contabile obbligatorio nel quale alcune categorie di contribuenti (commercianti al dettaglio e altri – art. 22 D.P.R. n. 633/1972) devono annotare l'ammontare complessivo delle operazioni compiute in ciascun giorno, divise per aliquota IVA.

## Definizione di corrispettivo
Con il termine "corrispettivo" il legislatore fiscale indica i ricavi conseguiti dai commercianti al dettaglio, per i quali non sussiste l'obbligo di emissione di fattura a meno che non venga espressamente richiesta dal cliente (art. 22 D.P.R. n. 633/72).
L'annotazione deve essere eseguita, con riferimento al giorno in cui le operazioni sono effettuate, entro il giorno non festivo successivo (art. 24 D.P.R. n. 633/72).
La Legge n. 18 del 26.01.1983 che ha istituito lo scontrino fiscale ha previsto che esso deve contenere:
- ditta, denominazione o ragione sociale dell'emittente;
- numero di partita IVA;
- dati contabili;
- data, ora di emissione e numero progressivo;
- logotipo fiscale, numero di matricola del misuratore fiscale.

Lo scontrino o la ricevuta devono essere consegnati unitamente ai beni ceduti. Lo scontrino deve essere emesso da un misuratore fiscale autorizzato dal Ministero delle Finanze. L'utilizzatore entro il giorno successivo alla messa in utilizzo del misuratore fiscale (registratore di cassa) deve darne comunicazione al competente ufficio dell'Agenzia delle Entrate indicando ragione sociale, sede, partita IVA, luogo di ubicazione dell'esercizio, dati del tecnico che ha effettuato l'installazione. La ricevuta della raccomandata va allegata al libretto di manutenzione del misuratore (D.M. 23.03.1983 art. 8 modificato dal Provvedimento del 28.07.2003).

## Attività soggette a emissione di scontrino fiscale
In base al combinato disposto degli articoli 10 e 22 del D.P.R. n. 633/72, è obbligatorio emettere scontrino fiscale per le seguenti fattispecie:
- cessioni di beni effettuate da commercianti al minuto autorizzati in locali aperti al pubblico, in spacci interni, mediante apparecchi di distribuzione automatica, per corrispondenza, a domicilio o in forma ambulante;
- prestazioni alberghiere e le somministrazioni di alimenti e bevande effettuate dai pubblici esercizi, nelle mense aziendali o mediante apparecchi di distribuzione automatica;
- prestazioni di trasporto di persone nonché di veicoli e bagagli al seguito;
- prestazioni di servizi rese nell'esercizio di imprese in locali aperti al pubblico, in forma ambulante o nell'abitazione dei clienti;
- prestazioni di custodia e amministrazione di titoli e per gli altri servizi resi da aziende o istituti di credito e da società finanziarie o fiduciarie;
- prestazioni di servizi concernenti la concessione e la negoziazione di crediti, la gestione degli stessi da parte dei concedenti e le operazioni di finanziamento; l'assunzione di impegni di natura finanziaria, l'assunzione di fideiussioni e di altre garanzie e la gestione di garanzie di crediti da parte dei concedenti; le dilazioni di pagamento, le operazioni, compresa la negoziazione, relative a depositi di fondi, conti correnti, pagamenti, giroconti, crediti e ad assegni o altri effetti commerciali, ad eccezione del recupero di crediti; la gestione di fondi comuni di investimento e di fondi pensione di cui al decreto legislativo 21 aprile 1993, n. 124, le dilazioni di pagamento e le gestioni similari e il servizio bancoposta;
- operazioni di assicurazione, di riassicurazione e di vitalizio;
- operazioni relative a valute estere aventi corso legale e a crediti in valute estere, eccettuati i biglietti e le monete da collezione e comprese le operazioni di copertura dei rischi di cambio;
- le operazioni, relative ad azioni, obbligazioni o altri titoli non rappresentativi di merci e a quote sociali, eccettuate la custodia e l'amministrazione dei titoli; le operazioni, incluse le negoziazioni e le opzioni, eccettuate la custodia e amministrazione, relative a valori mobiliari e a strumenti finanziari diversi dai titoli. Si considerano in particolare operazioni relative a valori mobiliari e a strumenti finanziari i contratti a termine fermo su titoli e altri strumenti finanziari e le relative opzioni, comunque regolati; i contratti a termine su tassi di interesse e le relative opzioni; i contratti di scambio di somme di denaro o di valute determinate in funzione di tassi di interesse, di tassi di cambio o di indici finanziari, e relative opzioni; le opzioni su valute, su tassi di interesse o su indici finanziari, comunque regolate;
- operazioni relative alla riscossione dei tributi, comprese quelle relative ai versamenti di imposte effettuati per conto dei contribuenti, a norma di specifiche disposizioni di legge, da aziende e istituti di credito;
- operazioni relative all'esercizio delle scommesse in occasione di gare, corse, giuochi, concorsi e competizioni di ogni genere, diverse da quelle indicate al numero precedente, nonché quelle relative all'esercizio del giuoco nelle case da giuoco autorizzate e alle operazioni di sorte locali autorizzate;
- locazioni non finanziarie e gli affitti, relative cessioni, risoluzioni e proroghe, di terreni e aziende agricole, di aree diverse da quelle destinate a parcheggio di veicoli, per le quali gli strumenti urbanistici non prevedono la destinazione edificatoria, e i fabbricati, comprese le pertinenze, le scorte e in genere i beni mobili destinati durevolmente al servizio degli immobili locati e affittati, esclusi quelli strumentali che per le loro caratteristiche non sono suscettibili di diversa utilizzazione senza radicali trasformazioni e quelli destinati ad uso di civile abitazione locati dalle imprese che li hanno costruiti per la vendita;
- cessioni di fabbricati, o di porzioni di fabbricato, a destinazione abitativa, effettuate da soggetti diversi dalle imprese costruttrici degli stessi o dalle imprese che vi hanno eseguito, anche tramite imprese appaltatrici, gli interventi di cui all'articolo 31, primo comma, lettere c), d) ed e), della legge 5 agosto 1978, n. 457, ovvero dalle imprese che hanno per oggetto esclusivo o principale dell'attività esercitata la rivendita dei predetti fabbricati o delle predette porzioni;
- prestazioni di mandato, mediazione e intermediazione nonché quelle relative all'oro e alle valute estere, compresi i depositi anche in conto corrente, effettuate in relazione ad operazioni poste in essere dalla Banca d'Italia e dall'Ufficio italiano dei cambi, ai sensi dell'articolo 4, quinto comma, del presente decreto;
- prestazioni relative ai servizi postali;
- prestazioni proprie delle biblioteche, discoteche e simili e quelle inerenti alla visita di musei, gallerie, pinacoteche, monumenti, ville, palazzi, parchi, giardini botanici e zoologici e simili;

## Liquidazione dell'imposta
La liquidazione dell'IVA a debito è generalmente effettuata scorporando l'imposta dal corrispettivo lordo. Nei seguenti casi speciali occorre invece utilizzare il metodo della Ventilazione dell'IVA previsto dal D.M. 24.02.1973
Si tratta dei soggetti che vendono al dettaglio:
- prodotti alimentari
- vestiario, tessile e calzature
- farmaci

Il metodo prevede di calcolare il totale dei soli acquisti destinati alla rivendita dall'inizio dell'anno (non solo quindi del periodo per il quale si sta liquidando l'IVA) e spartire il totale così calcolato in proporzione alle relative aliquote IVA (4%-10%-22%). Con i valori così ottenuti si ripartisce il totale dei corrispettivi lordi del periodo di riferimento e si scorpora quindi l'IVA dai valori ottenuti. 